# Lijst van Stolpersteine in Noord-Holland

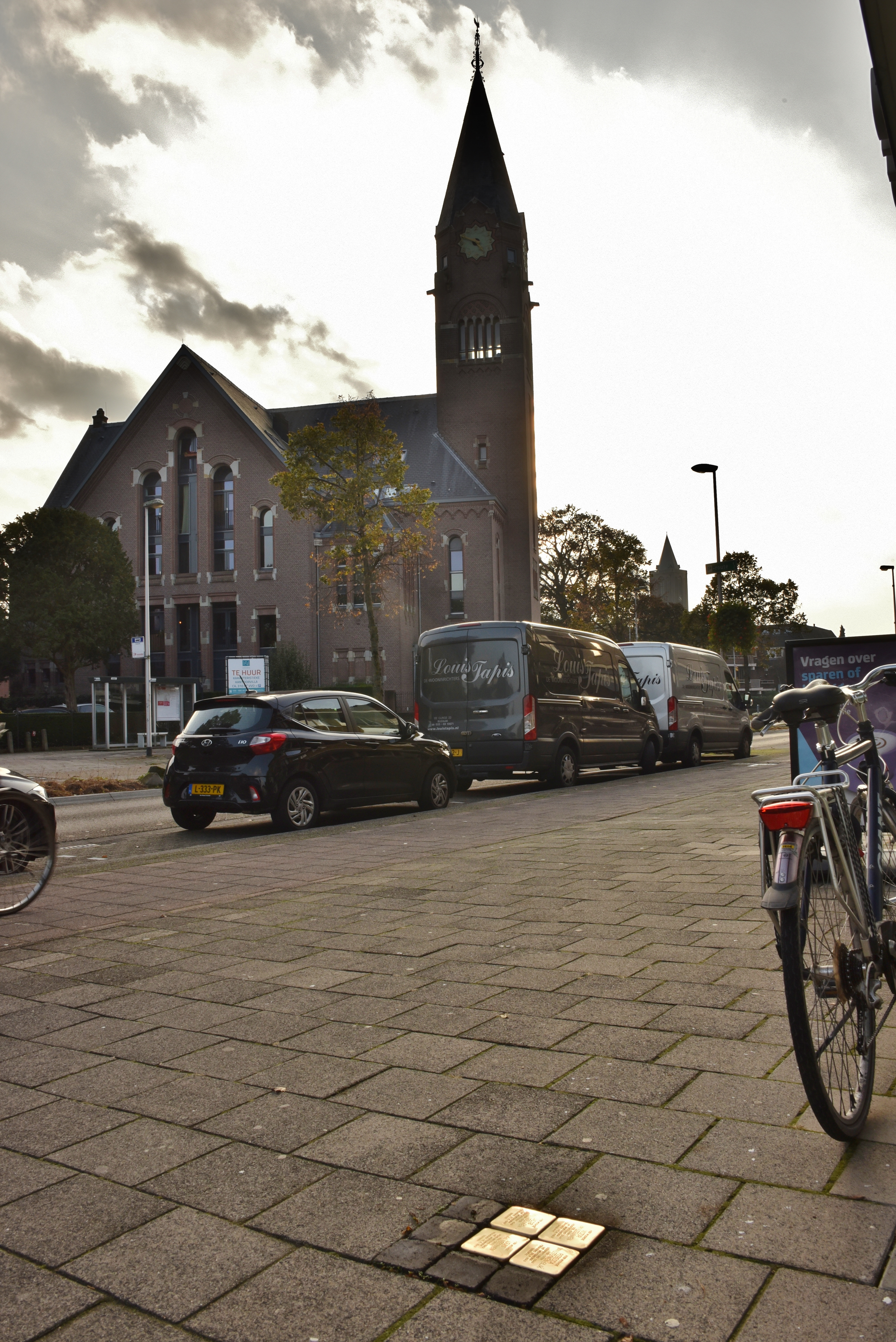
Stolpersteine voor familie Van Leeuwen in Bussum (gemeente Gooise Meren)

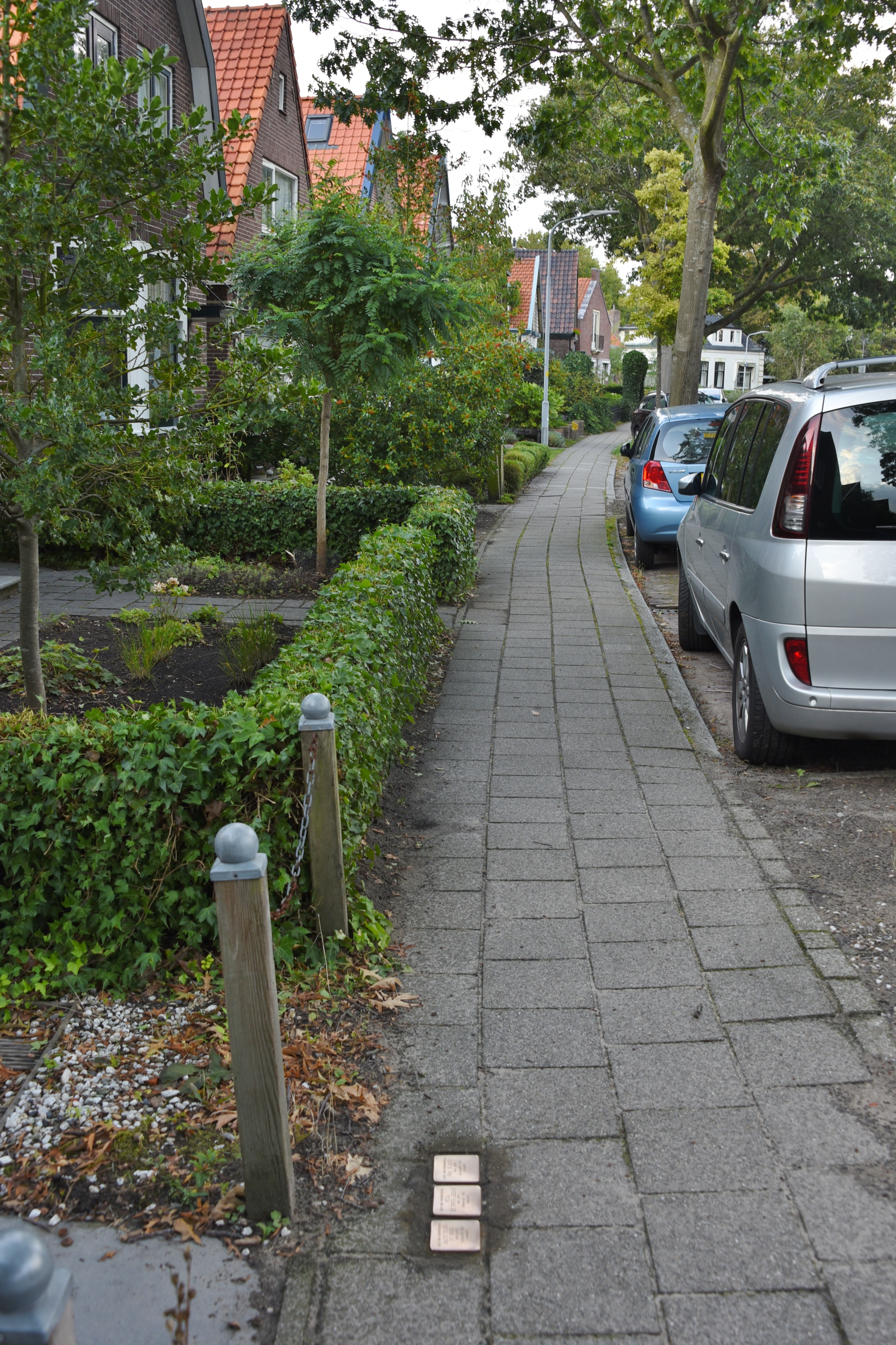
Stolpersteine voor familie De Vries in Heiloo

De lijst van Stolpersteine in Noord-Holland geeft een overzicht van de gedenkstenen die in de Nederlandse provincie Noord-Holland zijn geplaatst in het kader van het Stolpersteine-project van de Duitse beeldhouwer-kunstenaar Gunter Demnig. 
Omdat het Stolpersteine-project doorloopt, kan deze lijst onvolledig zijn. 

## Stolpersteine
In de volgende gemeenten bevinden zich Stolpersteine:
- Amstelveen
- Amsterdam:
  - Amsterdam-Noord
  - Amsterdam-Oost
  - Amsterdam-West
  - Amsterdam-Zuid
- Bergen
- Beverwijk
- Blaricum
- Bloemendaal
- Diemen
- Dijk en Waard
- Edam-Volendam
- Enkhuizen
- Gooise Meren
- Haarlem
- Heemstede
- Heiloo
- Hoorn
- Huizen
- Landsmeer
- Laren
- Purmerend
- Schagen
- Uitgeest
- Velsen
- Waterland
- Weesp
- Zandvoort